# Jörg Müller
Jörg Müller (Kerkrade, 3 de Setembro de 1969) é um automobilista alemão. Foi campeão da Fórmula 3 alemã em 1994 e da Fórmula 3000 em 1996.